# 9 september
9 september är den 252:a dagen på året i den gregorianska kalendern (253:e under skottår). Det återstår 113 dagar av året.

## Återkommande bemärkelsedagar

### Nationaldagar
- Nordkoreas nationaldag (till minne av folkrepublikens grundande 1948)
- Tadzjikistans nationaldag

## Namnsdagar

### Svenska almanackan
- Nuvarande – Anita och Annette

- Föregående i kronologisk ordning[1][2]

- Före 1730 – Gorgonius

till minne av Gorgonius en martyr i nuvarande Turkiet i början av 300-talet – utgick 1753.
- 1730–1752 – Gorgonius och Eventius

Eventius infördes 1730, utgick 1831.
- 1753–1830 – Eventius och Evert

Evert förekom på dagens datum på 1790-talet, men utgick sedan. Det återinfördes 1901 på 24 oktober och har funnits där sedan dess.
- 1831–1985 – Augusta

infördes på dagens datum 1831, som en hedersbetygelse åt kronprins Oscar (I):s och kronprinsessan Josefinas nyfödda dotter Eugénie, som också fick namnet Augusta. 1993 flyttades det till 7 januari och har funnits där sedan dess.
- 1986–1992 – Augusta, Gunda och Gunde

Gunda infördes på dagens datum 1986, men flyttades 1993 till 10 juli och utgick 2001. Gunde infördes 1986, men utgick 1993.
- 1993–2000 – Anita och Anja

Anita infört 1986 på 10 juli, flyttat 1993 till dagens datum. Anja infördes 1986 på 17 januari, flyttades 1993 till dagens datum, utgick 2001.
- Från 2001 – Anita och Annette

Annette infördes 1986 på 17 oktober, men flyttades 2001 till dagens datum.

### Finlandssvenska almanackan
- Nuvarande från 1929[3]> – Evert
- I föregående revideringar[a][4]
  - inga ändringar sedan 1929

## Händelser
- 9 –  Under slaget vid Teutoburgerskogen begår Publius Quinctilius Varus självmord. Slaget slutar 11 september.
- 1000 – Slaget vid Svolder utkämpas.
- 1087 – Vilhelm Erövraren avlider.
- 1141 – Slaget vid Qatwan, ett väldigt stort slag med många trupper inblandade och stora förluster.[5]
- 1493 – Slaget vid Krbava-fältet.[6]
- 1513
  - Vid Jakob IV:s död efterträds han som kung av Skottland av sin 1-årige son Jakob V.
  - Slaget vid Flodden.
- 1776 – Kontinentalkongressen, namnger officiellt sin union av stater till USA.
- 1791 – Washington, D.C. huvudstaden i USA, namnges av president George Washington.
- 1792 – Massaker utförs på Orleans, Versailles fångar under Franska revolutionen.[7] Bland de döda fanns Charles-Xavier Franqueville d'Abancourt och Louis Hercule Timoléon de Cossé-Brissac.
- 1801 – Alexander I av Ryssland bekräftar de baltiska provinsernas privilegier.
- 1839 – John Herschel tar det första glasplatta fotografiet.
- 1850 – Kalifornien blir den 31:a delstaten att ingå i den amerikanska unionen.[8]
- 1855 – Belägringen av Sevastopol (1854–1855) avslutas när ryska styrkor lämnar staden.
- 1857 – H. Goldschmidt upptäcker asteroid 56 Melete.
- 1860 – H. Goldschmidt upptäcker asteroid 61 Danaë.
- 1878 – Christian Heinrich Friedrich Peters upptäcker asteroid 189 Phthia.
- 1888 – Chile annekterar Påskön.[9]
- 1892 – Amalthea (måne), tredje månen av Jupiter upptäcktes av Edward Barnard.
- 1900 – Kullens fyr, den sjätte i ordningen på samma plats, invigs. Arkitekt är Magnus Dahlander. Inuti roterar första ordningens Fresnel-linser.
- 1909 – Halleys komet avbildas för första gången fotografiskt.
- 1916 – Slaget vid Ginchy.[10]
- 1920 – Vid kullarna i Centralia, Oklahoma rånar 4 maskerade banditer en bank och flyr med 4000 dollar i kontanter och frihetsobligationer.[11]
- 1945 – Andra kinesisk-japanska kriget. Det Japanska imperiet kapitulerar formellt till Kina.
- 1948
  - Kim Il-sung förklarar inrättandet av Nordkorea.
  - En evakuering pågår på ön Camuguin med en befolkning på 52 000 på grund av vulkanens utbrott och det regnar syra på alla delar av ön och orsakar andningssvårigheter och brinnande hud.[11]
- 1954 – Jordbävning i norra Algeriet och cirka 1600 personer omkommer och 5000 personer blir skadade.[12]
- 1956 – Elvis Presley kommer till The Ed Sullivan Show för första gången.
- 1965 – Orkanen Betsy gör landfall på Grand Isle, Louisiana, strax väster om mynningen av Mississippifloden. Stormen färdas till floden, och orsakar att Mississippifloden i New Orleans stiger med 10 meter och ger betydande översvämning  och lämnar 76 personer döda. Orkanen Betsy är den första 1 miljarddollarstormen (utan att justera för inflationen) (det motsvarade cirka 15 miljarder dollar år 2008).[11]
- 1971 – Vid fångarnas upplopp vid Atticafängelset i New York tas 39 fängelsevakter och personal som gisslan. De protesterar mot överbeläggning. Belägringen varar till den 13 september när myndigheterna tar tillbaka fängelset men med hemska konsekvenser, inklusive tio gisslans död och 29 andra dödsfall, plus nästan 100 andra med allvarliga skador.[11]
- 1975 – Rymdsonden Viking 2 skjuts upp för att utforska planeten Mars.
- 1986 – Polisen spränger en av Sveriges värsta rånarligor, Maskeradligan.
- 1987 – Ingvar Carlsson besöker Vita huset.
- 1990 – Sri Lankas armé genomför massaker på 184 civila tamiler. Beväpnade män går till byn Sathurukondan och beordrar alla att komma med. De marscherar sedan till armélägret i närheten efter att ha fått höra att de skulle intervjuas och sedan släppas iväg. När de är där genomförs massakern. Bland de 184 omkomna finns 47 barn under 10 år (av vilka fem spädbarn) och flera kvinnor. Det finns bara en överlevande,  Kanthasamy Krishnakumar, som lyckas rymma därifrån men har skador.[13]
- 1991 – Tadzjikistan förklarar självständighet från Sovjetunionen.
- 1992 – Sveriges riksbank höjer marginalräntan till 75 procent.
- 1993 – Israel erkänner Palestinska befrielseorganisationen som det palestinska folkets företrädare.
- 1994 – Rymdfärjan Discovery skjuts upp på uppdrag STS-64.
- 2001 – Politikern Ahmad Shah Massoud mördas i Afghanistan av två al-Qaida-mördare som säger sig vara arabiska journalister som vill ha en intervju.
- 2003 – Utrikesminister Anna Lindh gör sitt sista offentliga framträdande, på Medborgarplatsen i Stockholm.
- 2006 – Rymdfärjan Atlantis skjuts upp på uppdrag STS-115.
- 2007 – Engelskspråkiga Wikipedia passerar 2 000 000 artiklar.
- 2009 – Dubais tunnelbana invigs.
- 2012 – En ström av attacker dödar minst 108 personer och skadar minst 371 personer i Irak. Islamiska staten ligger bakom attackerna.[14]
- 2013 – Norge genomför val till Stortinget
- 2014 – Händelsen som kallas Lockhartskjutningarna äger rum. En barnfamilj mördas brutalt.[15]
- 2015 – Elizabeth II av Storbritannien blir den längst regerande monarken i Storbritannien.
- 2016 –  Ett bombattentat inträffar i Bagdad, Irak och minst 40 personer omkommer och minst 60 personer skadas. Islamiska staten tar på sig dådet.[16]

## Födda
- 214 eller 215 – Aurelianus, romersk kejsare
- 1585 – Armand Jean du Plessis de Richelieu, fransk statsman och kardinal
- 1721 – Fredrik Henrik af Chapman, skeppsbyggare, viceamiral
- 1753 – George Logan, amerikansk politiker, senator (Pennsylvania)
- 1754 – William Bligh, brittisk sjöfarare
- 1796 – Johan Nordenfalk, friherre, justitiestatsminister
- 1811 – Joseph Kleutgen, tysk katolsk teolog
- 1817 – John Collett Falsen, norsk statsman
- 1828 – Lev Tolstoj, rysk författare
- 1834 – Hultkläppen, svensk spelman
- 1843 – Oscar Montelius, riksantikvarie, ledamot av Svenska Akademien
- 1849 – Rienzi Melville Johnston, amerikansk publicist och demokratisk politiker, senator
- 1857 – Ernst Siemerling, tysk läkare
- 1864 – Louis Lingg, tysk anarkist
- 1870 – Jakob Kukk, estländsk biskop
- 1873 – Max Reinhardt, österrikisk teaterregissör
- 1892 – Tsuru Aoki, japansk-amerikansk skådespelare
- 1894 – Arthur Freed, amerikansk textförfattare och filmproducent
- 1895 – Bengt Idestam-Almquist, svensk författare, journalist, filmkritiker, filmhistoriker och manusförfattare
- 1898 – Beverley Nichols, brittisk författare och journalist
- 1899 – C.R. Smith, amerikansk företagsledare och politiker
- 1900 – James Hilton, brittisk författare
- 1909 – Theodor Olsson, svensk kompositör och musiker (fiol)
- 1911 – Richard Baer, tysk SS-officer, kommendant i Auschwitz
- 1912
  - Wilhelm Oxenius, tysk major
  - Marianne Zetterström, svensk journalist, författare och kåsör
- 1917 – Maj Sønstevold, svensk kompositör
- 1918 – Oscar Luigi Scalfaro, Italiens president 1992-1999
- 1919 – John Ljunggren, svensk friidrottare, OS-guld 1948, OS-brons 1956, OS-silver 1960
- 1922 – Hans G. Dehmelt, tysk-amerikansk fysiker, mottagare av Nobelpriset i fysik 1989
- 1923 – Daniel Carleton Gajdusek, amerikansk medicinforskare, mottagare av Nobelpriset i fysiologi eller medicin 1976
- 1924
  - Jane Greer, amerikansk skådespelare
  - Russell M. Nelson, amerikansk religiös ledare
  - Henrik Tikkanen, finländsk (finlandssvensk) författare
- 1926 – Jan-Olof Strandberg, svensk skådespelare, teaterchef och regissör
- 1927 – Bengt Dalunde, svensk barnskådespelare, skådespelare och fotograf
- 1928 – Sol LeWitt, amerikansk konstnär
- 1932 – Barbro Hörberg, svensk sångerska och låtskrivare
- 1936 – Jerrold Immel, amerikansk kompositör
- 1941 – Otis Redding, amerikansk musiker
- 1942 – John Linder, amerikansk republikansk politiker, kongressledamot
- 1949 – Susilo Bambang Yudhoyono, Indonesiens president
- 1952 – David A. Stewart, brittisk musiker
- 1954 – Jeffrey Combs, amerikansk skådespelare
- 1959 - Eric Serra, fransk tonsättare
- 1960
  - Hugh Grant, brittisk skådespelare
  - Johnson Righeira, italiensk sångare, låtskrivare, musiker, skivproducent och skådespelare, medlem i duon Righeira
- 1962 – Liza Marklund, svensk journalist och författare
- 1963
  - Chris Coons, amerikansk politiker, senator
  - Anu Vehviläinen, finländsk politiker
- 1964 – Aleksandar Hemon, bosnisk författare
- 1966 – Adam Sandler, amerikansk skådespelare och producent
- 1967 – Akshay Kumar, indisk skådespelare
- 1972
  - Henrik Bergqvist, svensk musiker, medlem i The Poodles
  - Goran Višnjić, kroatisk skådespelare
- 1974 – Glenn Nye, amerikansk demokratisk politiker, kongressledamot
- 1975 – Michael Bublé, kanadensisk artist
- 1980 – Michelle Williams, amerikansk skådespelare
- 1982 – Jens Sloth, svensk fotbollsspelare
- 1983
  - Vitolo, spansk fotbollsspelare
  - Frej Larsson, svensk musiker och rappare
- 1984 – Andrej Silnov, rysk höjdhoppare som tog guld vid Olympiska sommarspelen 2008
- 1985 – Luka Modrić, kroatisk fotbollsspelare
- 1986 – Jouni Ovaska, finländsk politiker
- 1987 – Alexandre Song, kamerunsk fotbollsspelare
- 1991
  - Oscar, brasiliansk fotbollsspelare
  - Hunter Hayes, amerikansk countrysångare

## Avlidna
- 1000 – Olav Tryggvason, kung av Norge
- 1087 – Vilhelm Erövraren, hertig av Normandie och kung av England
- 1513 – Jakob IV, kung av Skottland
- 1566 – Klas Horn, svensk amiral
- 1654 – Petrus Claver, spansk jesuit och missionär, helgon
- 1752 – Johan Cederbielke, svensk jurist, ämbetsman och landshövding i Västmanlands län
- 1809 – August Ludwig von Schlözer, tysk historiker
- 1854 – Angelo Mai, kardinal och klassisk filolog
- 1883 – Victor Puiseux, fransk astronom och matematiker
- 1891 – Jules Grévy, fransk politiker, Frankrikes president
- 1896 – Henry B. Payne, amerikansk demokratisk politiker, senator
- 1901 – Henri de Toulouse-Lautrec, fransk konstnär
- 1922 – Arvid Nordquist, grundare av Arvid Nordquist H.A.B.
- 1933 – William Squire Kenyon, amerikansk republikansk politiker och jurist, senator
- 1941 – Hans Spemann, tysk zoolog, mottagare av Nobelpriset i fysiologi eller medicin 1935
- 1960 – Jussi Björling, svensk opera- och konsertsångare
- 1966 – Folke Algotsson, svensk tecknare och skådespelare
- 1976 – Mao Zedong, kinesisk kommunistisk politiker och diktator
- 1978 – Jack Warner, amerikansk filmbolagsdirektör och filmproducent
- 1985 – Paul Flory, amerikansk kemist, mottagare av Nobelpriset i kemi 1974
- 1987 – Vera Schmiterlöw, svensk skådespelare
- 1991 – Åke Holmberg, svensk författare, mest känd för böckerna om Ture Sventon
- 1994 – Patrick O'Neal, amerikansk skådespelare
- 1995 – Erik Nilsson (fotbollsspelare), bland annat OS-guld 1948, VM-brons 1950, OS-brons 1952
- 1997 – Burgess Meredith, amerikansk skådespelare
- 2003
  - Edward Teller, ungersk-amerikansk kärnfysiker, vätebombens fader
  - Brita af Geijerstam, svensk författare, poet, översättare och danspedagog, ”Nalle Puhs svenska mamma”
- 2008
  - Maria Edenhofer, svensk operasångare.
  - Nouhak Phoumsavanh, laotisk politiker och president.
- 2012 – Ron Taylor, australisk hajexpert och naturfilmare
- 2018 – Frank Andersson, brottare, VM-guld och Svenska Dagbladets guldmedalj 1977
- 2023 – Ulla-Britt Norrman, svensk skådespelare
- 2024
  - Caterina Valente, tysk sångare
  - James Earl Jones, amerikansk skådespelare, mest känd för att ha gjort Darth Vaders röst i Stjärnornas krig-filmerna

### Fotnoter
1. ↑  Brylla, Eva (red.). Namnlängdsboken. Gjøvik: Norstedts ordbok, 2000 ISBN 91-7227-204-X
2. ↑  af Klintberg, Bengt. Namnen i almanackan. Gjøvik: Norstedts ordbok, 2001 ISBN 91-7227-292-9
3. ↑  ”Universitetets namnsdagsalmanacka - Universitetets almanacksbyrå”. almanakka.helsinki.fi. Helsingfors universitet. https://almanakka.helsinki.fi/sv/kalender-2025/. Läst 22 februari 2025.
4. ↑  ”Namnsdagsrevideringar - Universitetets almanacksbyrå”. almanakka.helsinki.fi. Helsingfors universitet. https://almanakka.helsinki.fi/sv/namnsdagar/namnsdagsrevideringar.html. Läst 3 oktober 2020.
5. ↑  https://en.wikipedia.org/wiki/Battle_of_Qatwan
6. ↑  https://en.wikipedia.org/wiki/Battle_of_Krbava_Field
7. ↑  https://www.lookandlearn.com/history-images/M186560/Massacre-of-the-prisoners-of-Orleans-Versailles-French-Revolution-9-September-1792?t=2&q=September+Massacres&n=7
8. ↑  ”California” (på engelska). World Statesmen. http://www.worldstatesmen.org/US_states_A-D.html#California. Läst 9 november 2012.
9. ↑  ”Chile” (på engelska). World Statesmen. http://www.worldstatesmen.org/Chile.html#Easter-Island. Läst 23 september 2012.
10. ↑  http://www.historyofwar.org/articles/battles_ginchy.html
11. 1 2 3 4  ”Arkiverade kopian”. Arkiverad från originalet den 3 juni 2018. https://web.archive.org/web/20180603055013/http://www.thepeoplehistory.com/september9th.html. Läst 13 maj 2018.
12. ↑  ”Powerful earthquake rocks Algeria”. history.com. Arkiverad från originalet den 12 maj 2018. https://web.archive.org/web/20180512182235/https://www.history.com/this-day-in-history/powerful-earthquake-rocks-algeria. Läst 12 maj 2018.
13. ↑  https://en.wikipedia.org/wiki/1990_Batticaloa_massacre
14. ↑  https://en.wikipedia.org/wiki/9_September_2012_Iraq_attacks
15. ↑  http://www.abc.net.au/news/2015-10-06/inquest-into-hunt-family-murder-suicide-begins-in-nsw/6823866
16. ↑  https://en.wikipedia.org/wiki/9_September_2016_Baghdad_bombings